# Eublemma vestalis
Eublemma vestalis is een vlinder van de familie van de spinneruilen (Erebidae). De wetenschappelijke naam van deze soort is voor het eerst voorgesteld als Anthophila vestalis door Arthur Gardiner Butler in een publicatie uit 1886. De spanwijdte bedraagt ongeveer 2 centimeter.
De soort komt voor in Australië (Queensland).